# Gravetiense
El Gravetiense (ca. 33.000-22.000 BP) es una fase de la cultura Perigordiense de los Homo sapiens, en el Paleolítico Superior. Se desarrolló durante una fase climática fría, donde predominaban los renos y los mamuts.
Abarca la península ibérica, Francia, Bélgica, Italia, Europa Central, Ucrania y parte de Rusia.
Hay una gran unidad cultural en la industria lítica, en las estructuras de habitación y en las esculturas femeninas, llamadas venus. Las venus evocan representaciones femeninas, con un tamaño de unos 10 cm de media. Su silueta presenta una exageración de los atributos femeninos.
[[Archivo:Europe20000ya.png|thumb|260px|Europa aproximadamente hace 20 000 años. El Último periodo glacial (Ingl. Last Glacial Maximum, LGM) hace alrededor de 21 000 a 18 000 años.      Solutrense      Epi-Gravetiense]]

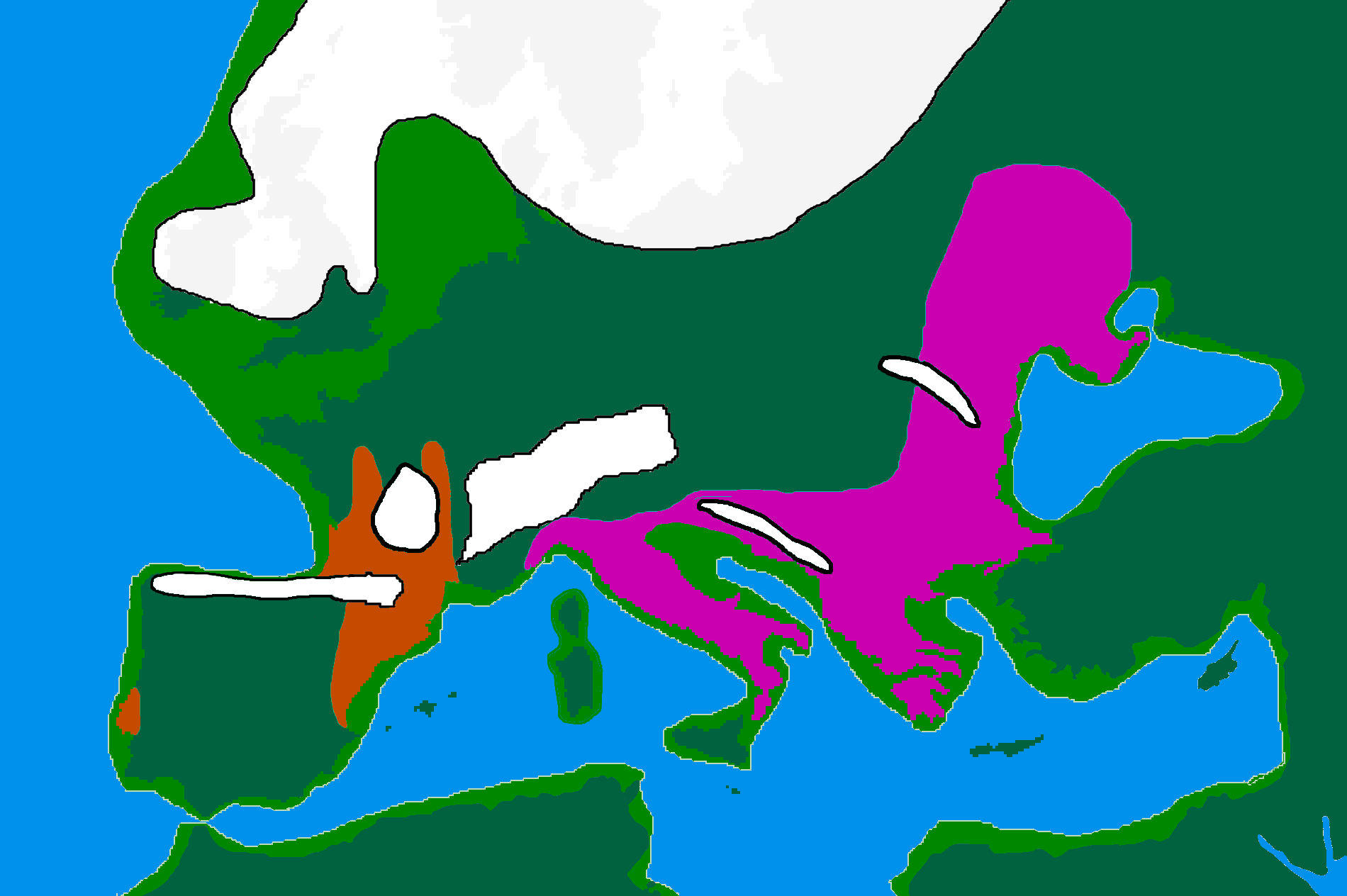
Europa aproximadamente hace 20 000 años. El Último periodo glacial (Ingl. Last Glacial Maximum, LGM) hace alrededor de 21 000 a 18 000 años.
Solutrense leyenda|#CC11CC|Epi-Gravetiense

El utillaje óseo es menos abundante que en el Auriñaciense, aunque aparecen los primeros objetos de hueso decorados. También aparece la cocción de arcilla.

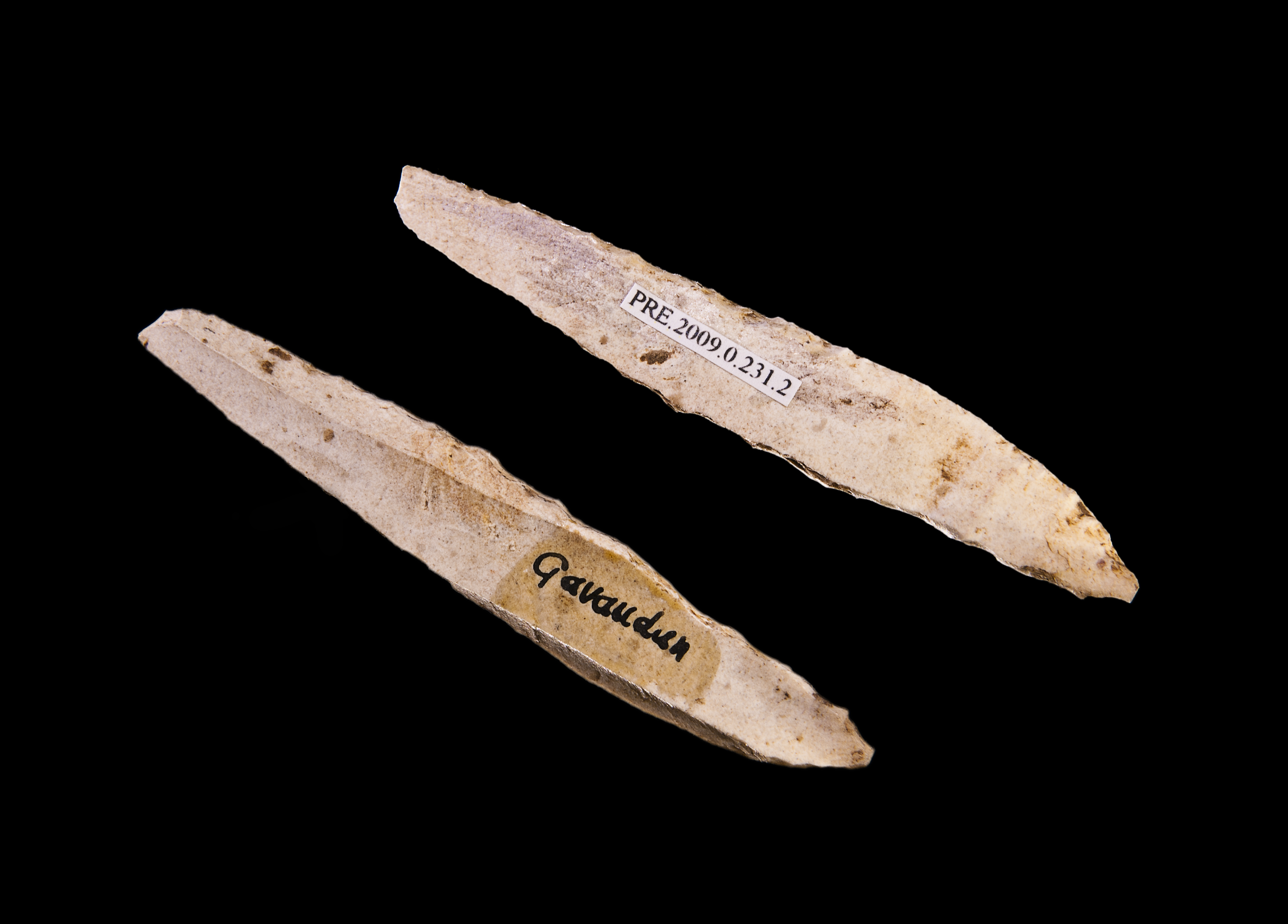
punta de la Gravette.

Las estructuras de habitación son numerosas y a menudo de gran complejidad, en fosas circulares u ovales, excavadas en suelo helado, delimitadas por huesos de mamuts.
Esta fase, desarrollada hacia el 30000 a. C., se caracteriza por la abundancia de buriles, incluso asociados a raspadores, perforadores o a hojas truncadas. En cambio hay menos raspadores y en general son planos. Un útil característico es la llamada punta de la Gravette, de dorso rectilíneo. Aparecen también hojas de dorso rebajado y puntas de azagaya óseas.